# 尾叶台湾杨桐
尾叶台湾杨桐（学名：Adinandra formosana var. caudata）为山茶科杨桐属下的一个变种。

## 扩展阅读
- 維基物種上的相關：尾叶台湾杨桐